# Дубитель
Дубитель — посёлок в Зубово-Полянском районе Республики Мордовия. Центр муниципального образования сельское поселение Дубительское.

## География
Расположен на границе с Рязанской областью, в 25 км от районного центра и 1 км от железнодорожной станции Вад. Через Дубитель проходит Куйбышевская железная дорога, в 1 км — Федеральная автомобильная дорога М5 «Урал».

## История
Основан в 1929 году. Посёлок основан в годы 1-й пятилетки в связи со строительством завода дубильных экстрактов «Дубитель» (1932), который дал название населённому пункту. По переписи 1970 года, здесь проживали 1230 человек. Значительная часть населения работала на заводе. В 2001 году на его базе открыт мукомольный цех, а на основе местного КБО — трикотажный цех по пошиву спецодежды. В современной инфраструктуре посёлка — средняя школа, Дом культуры, библиотека, амбулатория, пожарное депо, почта, музей завода. Возле Дубителя — селище XIII—XIV веков.

## Население
| 2002 | 2010 | 2012 | 2013 | 2014 | 2015 | 2016 |
| ---- | ---- | ---- | ---- | ---- | ---- | ---- |
| 855  | ↘698 | ↘661 | ↘648 | ↘611 | ↘592 | ↘578 |
| 2017 | 2018 | 2019 |      |      |      |      |
| ↘558 | ↘535 | ↘518 |      |      |      |      |

Национальный состав
Согласно результатам Всероссийской переписи населения 2002 года, в национальной структуре населения русские составляли 68 %.

## Источник
- Энциклопедия Мордовия, С. Г. Девяткин.